# Patti Scialfa
Vivienne Patricia Scialfa, detta Patti (Long Branch, 29 luglio 1953), è una cantante statunitense.
Moglie del cantautore Bruce Springsteen, che le ha dedicato la canzone Red Headed Woman, traccia di apertura del suo film concerto In Concert MTV Plugged. È uno dei componenti della E Street Band.

## Biografia
Figlia di Joseph Scialfa, originario di Catania, e di Patricia Morris, originaria di Belfast, Patti Scialfa ha iniziato la sua carriera come corista con Southside Johnny e David Johansen. Nel 1984 è diventata corista di Bruce Springsteen durante il tour di Born in the U.S.A..
Tre anni dopo, durante il successivo Tunnel of Love Express Tour, Scialfa e Springsteen iniziarono una relazione sentimentale in concomitanza con l'inizio della crisi del matrimonio tra il cantautore e la moglie, la modella Julianne Phillips. L'8 giugno 1991 la coppia si sposò: hanno tre figli, Evan James, Jessica Rae e Samuel Ryan.
Dopo lo scioglimento della E Street Band nel 1989 ha continuato a collaborare con Springsteen sia in studio che dal vivo, dentro e fuori la E Street Band.
Nel 2006, in occasione del tour di We Shall Overcome: The Seeger Sessions, ha fatto parte della Seeger Session band, come corista e chitarrista.

## Discografia
- 1993 – Rumble Doll
- 2004 – 23rd Street Lullaby
- 2007 – Play It as It Lays